# كلايتون نولز
كلايتون نولز (بالإنجليزية: Clayton Knowles)‏ هو صحفي أمريكي، ولد في 27 أبريل 1908، وتوفي في 4 يناير 1978.